# نیک هیسونگ
نیک هیسونگ (انگلیسی: Nick Hysong؛ زادهٔ ۹ دسامبر ۱۹۷۱) ورزشکار پرش با نیزه اهل ایالات متحده آمریکا بود.